# غنبد علوي
غنبد علوي (بالفارسية: گنبد علوی) هي قرية تقع في قسم دلغان الريفي (مقاطعة دلغان) في إيران. يقدر عدد سكانها بـ 512 نسمة .